# Mikel Oyarzabal
Mikel Oyarzabal Ugarte, född 21 april 1997 i Eibar, är en spansk fotbollsspelare som spelar för spanska Real Sociedad. Han representerar även Spaniens landslag.
14 juli 2024 gjorde Oyarzabal 2-1-målet för Spanien i EM-finalen mot England när hans lag säkrade EM-guld.